# Самсонов Володимир Вікторович

Володимир Вікторович Самсонов (нар. 17 липня 1976)  — білоруський гравець в настільний теніс, шестиразовий чемпіон Європи з настільного тенісу.

## Кар'єра
Перший європейський гравець, який тричі виграв Кубок світу в одиночному розряді (1999, 2001, 2009).